# Palais Ferro Fini
Le palais Ferro Fini ou Palazzo Ferro Fini est un palais de Venise situé dans le quartier de San Marco, surplombant le Grand Canal à côté du Rio dell'Alboro. Presque en face, sur l'autre rive du Grand Canal, se trouve la basilique Santa Maria della Salute. L'édifice est le siège du Conseil régional de Vénétie.

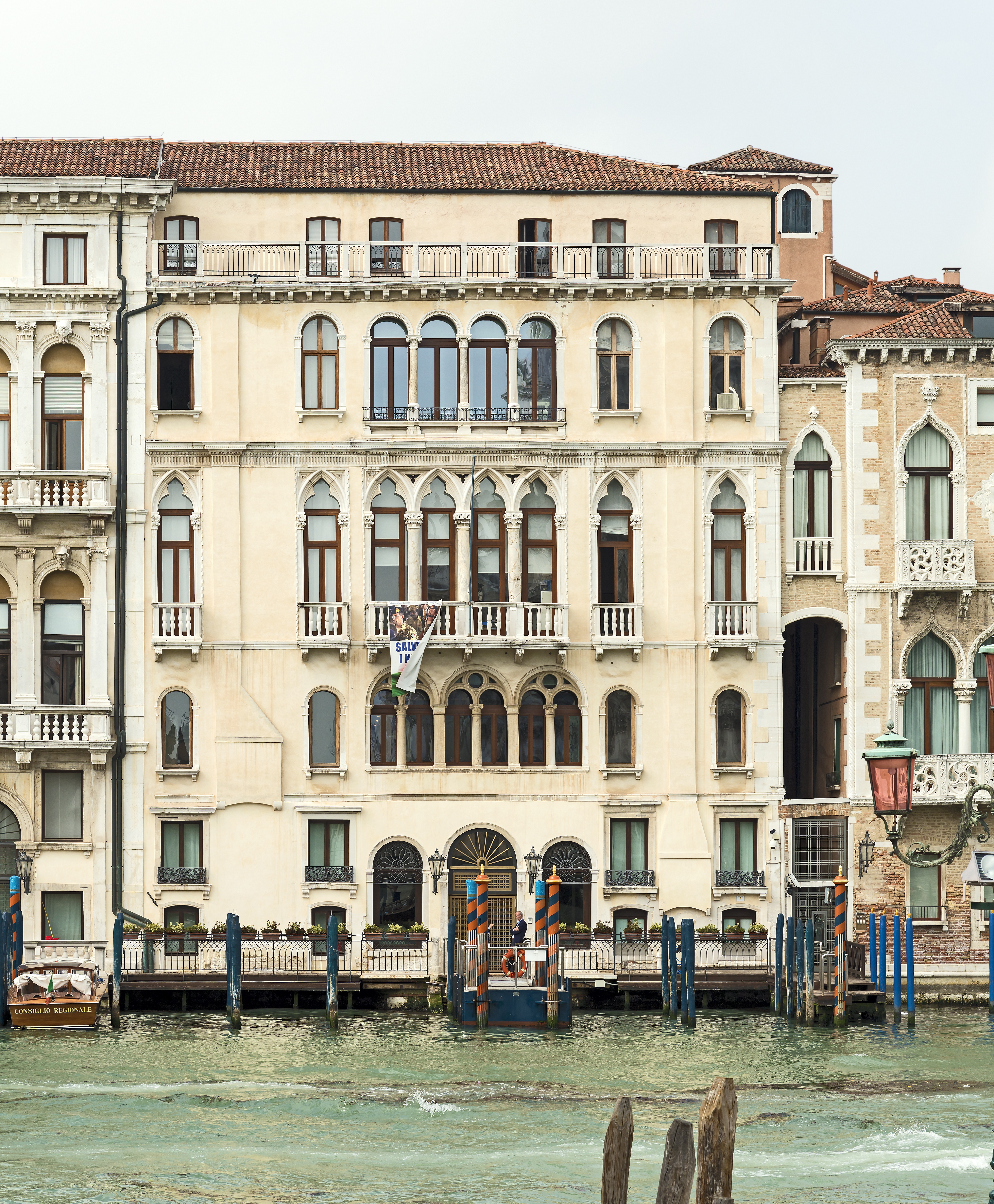
Palais Manolesso Ferro, façade

Il est formé par l'union de deux bâtiments distincts : le Palazzo Flangini Fini, le plus grand, et le Palazzo Manolesso Ferro. En parcourant le Grand Canal vers le Bacino di San Marco (bassin de Saint-Marc), il se trouve sur la gauche, après le palais Pisani Gritti et avant le Palais Contarini Fasan.

## Histoire
Le palais Flangini Fini fut à son tour divisé en deux bâtiments, avant que l'avocat grec Tommaso Flangini ne les rachète tous les deux en 1638, en confiant la reconstruction à Pietro Bettinelli. Passés par legs à la communauté grecque de Venise, ils furent achetés en 1662 par un autre avocat grec, Girolamo Fini, qui chargea Alessandro Tremignon d'uniformiser la façade et de compléter les intérieurs.
Le palais Manolesso Ferro, acheté à la fin du XIVe siècle par le doge Michele Morosini, passa aux Ferro en 1740 et de ceux-ci en héritage à la famille Manolesso. Dans les années 1860, il est devenu l'hôtel New York.
Quelques décennies plus tard, les Ivancich, armateurs, achetèrent les deux bâtiments, les unifiant en un Grand Hôtel qui eut un grand prestige jusqu'à la Seconde Guerre mondiale. En 1972, il est devenu la propriété de la région Vénétie, qui a commencé des restaurations longues et minutieuses.

## Description
Le palais Flangini Fini a une façade asymétrique d'un classicisme majestueux et des portails d'eau similaires. 
La façade du palazzo Manolesso Ferro, plus ancienne, combine différents styles : la mezzanine présente une fenêtre de style Renaissance ; au premier étage noble, il y a des fenêtres gothiques avec des arcs trilobés, tandis qu'au deuxième étage les références classiques reviennent dans les arcs en plein cintre.
Les restaurations réalisées par la région Vénétie visaient, d'une part, à récupérer la division originale des espaces, modifiée au cours des siècles par les diverses utilisations (par exemple, atrium, portego au rez-de-chaussée, cours) ; d'autre part, l'adaptation du complexe à la nouvelle fonction de siège institutionnel.
Les intérieurs du bâtiment sont ornés de fresques, de stucs et de verre de Murano. Le plafond du bureau du président du conseil régional comporte une fresque à sujet mythologique de Pietro Liberi.